# Біт-гілані

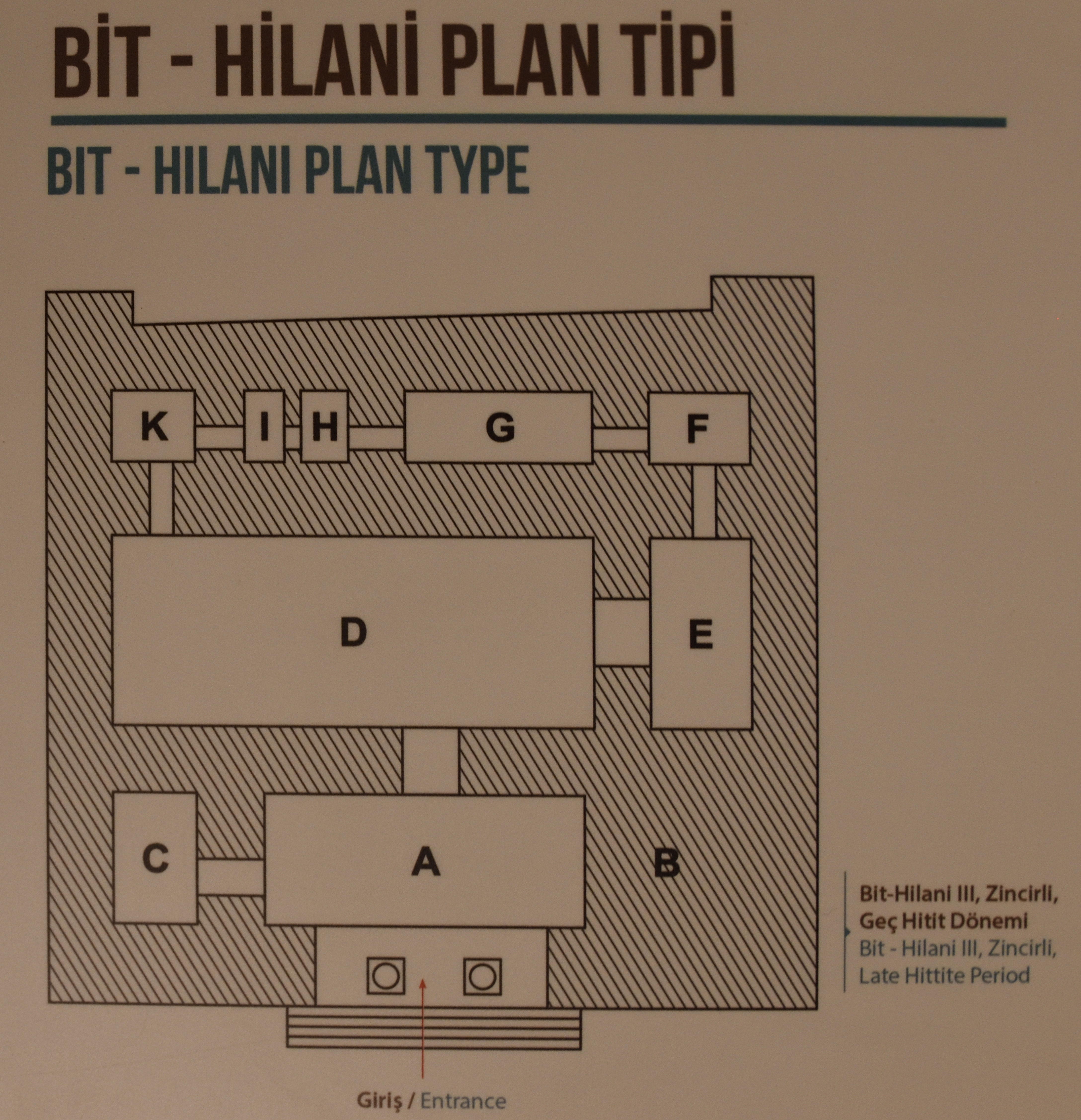
План будівлі Біт-гілані в Зінджірлі, Туреччина. Пізній хеттський період. Археологічний музей Газіантепа.

Біт-гілані (аккад. Bīt-Ḫilāni, що означає «Будинок стовпів») — палац з портиком, або сам портик. У Сирії та Анатолії, спочатку наприкінці ІІ тис. до н. е., а потім у І тис. до н. е., Біт-гілані згадується в месопотамських текстах.
Гілану (Hilanu) — іноземне слово в месопотамських текстах, можливо, запозичене з хеттської мови. Розкопані зразки Біт-гілані мають широкі входи з колонними портиками, колони іноді прикрашені фігурками тварин. За входом знаходиться довга кімната з каміном, зазвичай з боків якої розташована одна або кілька кімнат. Менші кімнати знаходяться за довгою кімнатою, одна з яких має сходи. У новоассирійських текстах (царів Тіглатпіласара III, Саргона II та Сіннахеріба) Біт-гілані стосується лише колонного портика.